# Otto Andersson (skolman)
Gustaf Otto Andersson, född den 6 januari 1887 i Fellingsbro församling, Örebro län, död den 4 september 1952 i Stockholm, var en svensk skolman.
Andersson genomgick Schartaus handelsinstitut 1906–1907 och var kontorist i Sverige och England 1908–1910. Han avlade filosofisk ämbetsexamen vid Uppsala universitet 1913. Andersson var extra ordinarie lärare vid Stockholms handelsgymnasium 1914–1915, ordinarie från 1915 och rektor från 1925. Han var inspektor för Sveriges köpmannaförbunds instruktionskurser för affärsmedhjälpare 1927–1934 och för Bar-Lock-institutet i Stockholm 1928–1940. Andersson blev riddare av Vasaorden 1939 och av Nordstjärneorden 1947.